# Rośliny biblijne
Rośliny biblijne – rośliny wymienione w Biblii, zazwyczaj pod nazwami potocznymi, czasami cytowane są tylko otrzymywane z nich produkty. Ustalenie gatunków tych roślin było celem pracy wielu botaników i badaczy Biblii, ma bowiem istotne znaczenie dla właściwego zrozumienia przekazu biblijnego, dużo też mówi o życiu ludzi w czasach biblijnych. Lista gatunków roślin wymienionych w Biblii jest przydatna przy projektowaniu ogrodów biblijnych. 

## Wprowadzenie
W większości przypadków identyfikacja biblijnych roślin jest trudna. Przyczyn jest kilka. Te same rośliny w różnych księgach czasami mają różne nazwy i nie są to jednoznaczne nazwy naukowe, jakich obecnie używa się w botanice, lecz nazwy potoczne, które zmieniały się z czasem. Wiele błędów popełnili tłumacze Biblii, którzy tłumaczyli te nazwy z tekstów oryginalnych w językach: hebrajskim, aramejskim i greckim. Współcześni badacze roślin biblijnych by uzyskać prawidłowy wynik oparli się na jak najbardziej oryginalnych tekstach pisanych w tych językach, ale i to nie wystarczy. Prawidłowe przetłumaczenie nazw roślin na precyzyjny język współczesnej botaniki wymaga ponadto wiedzy botanicznej i dobrej znajomości flory Izraela i ościennych krajów w czasach biblijnych. Rozpoznanie, o jaką roślinę chodzi, czasami możliwe jest dopiero po dokładnej analizie całego kontekstu, w jakim tę roślinę opisano. Nawet obecnie jednak pomimo pracy wielu specjalistów niemożliwe jest pewne rozpoznanie wszystkich gatunków roślin wymienionych w Biblii.

## Badacze roślin biblijnych
Harold i Alma Moldenke w 1952 roku w swojej pracy zestawili wcześniejsze poglądy badaczy roślin biblijnych i tłumaczy angielskiej wersji Biblii oraz stworzyli własną listę 230 taksonów. Jest to dzieło powszechnie znane wśród badaczy roślin biblijnych i stanowiące punkt odniesienia dla późniejszych publikacji. W roku 1982 M. Zohary opublikował dzieło, w którym wymienił i zilustrował 200 taksonów roślin biblijnych. W 1992 roku F. Nigel Hepper, dyrektor znanego ogrodu botanicznego Kew Gardens w Wielkiej Brytanii, opracował własną listę około 180 gatunków roślin biblijnych, które pogrupował tematycznie. Kilka publikacji będących streszczeniem prac nad roślinami biblijnymi opracował N. Hareuveni w latach 1988–1996. Najnowsza jest praca J. Maillata i S. Maillata z 1999 roku.
Polska autorka Z. Włodarczyk zestawiła w tabeli listę taksonów podanych przez pięciu wyżej wymienionych badaczy roślin biblijnych oraz opracowała polskie ich opisy. Z wyników jej porównawczych analiz wynika, że:
1. Co do identyfikacji 95 gatunków wszyscy dotychczasowi badacze są zgodni.
2. Co do identyfikacji 111 gatunków zgodna jest część badaczy, pozostali nie zgłaszają zastrzeżeń. Razem liczba gatunków, co do których badacze są zgodni, lub przynajmniej nie zgłaszają zastrzeżeń wynosi 206.
3. Liczba gatunków o wysokim stopniu niepewności wynosi około 50.

## Gatunki roślin biblijnych
- Acacia tortilis
- Akant syryjski (Acanthus hirsutus subsp. syriacus)
- Alhagi maurorum
- Aloes sokotrzański (Aloe succotrina)
- Aloes zwyczajny (Aloe vera)
- Ambrowiec wschodni (Liquidambar orientalis)
- Anabasis articulata
- Aquilaria malaccensis
- Arbuz kolokwinta (Citrullus colocynthis)
- Arbuz zwyczajny (Citrullus lanatus)
- Artemisia herba-alba
- Artemisia judaica
- Astracantha bethlehemitica
- Aucklandia lappa
- Balsamowiec mirra (Commiphora habessinica)
- Balsamowiec właściwy (Commiphora gileadensis)
- Bawełna indyjska (Gossypium herbaceum)
- Bluszcz pospolity (Hedera helix)
- Boswellia papyrifera
- Boswellia serrata
- Bób (Vicia faba)
- Bukszpan wieczniezielony (Buxus sempervirens)
- Calicotome villosa
- Cebula zwyczajna (Allium cepa)
- Cedr libański (Cedrus libani)
- Chaber gwieździsty (Centaurea iberica)
- Cibora papirusowa (Cyperus papyrus)
- Cichorium pumilum
- Cistanche tubulosa
- Ciecierzyca pospolita (Cicer arietinum)
- Commiphora africana
- Commiphora kataf
- Commiphora myrrha
- Cykoria podróżnik (Cichorium intybus)
- Cynamonowiec cejloński (Cinnamomum verum)
- Cynamonowiec wonny (Cinnamomum cassia)
- Cynomorium szkarłatne (Cynomorium coccineum)
- Cyprys wiecznie zielony (Cupressus sempervirens)
- Cyprzyk czteroklapowy (Tetraclinis articulata)
- Cytron (Citrus medica)
- Czarnuszka siewna (Nigella sativa)
- Czosnek pospolity (Allium sativum
- Czystek kreteński (Cistanche cretica)
- Czystek szary (Cistus × incanus)
- Czystek wawrzynolistny (Cistus laurifolius)
- Daktylowiec właściwy (Phoenix dactylifera)
- Dalbergia czarnodrzew (Dalbergia melanoxylon)
- Dąb skalny (Quercus coccifera)
- Dąb tabor (Quercus ithaburensis)
- Dwukolczak śródziemnomorski (Paliurus spina-christi)
- Dziewanna synajska (Verbascum sinaiticum)
- Faidherbia albida
- Figowiec pospolity (Ficus carica)
- Figowiec sykomora (Ficus sycomorus)
- Gązewnik akacjowy (Plicosepalus acaciae)
- Głowaczek syryjski (Cephalaria syriaca)
- Głożyna afrykańska (Ziziphus lotus)
- Głożyna cierń Chrystusa (Ziziphus spina-christi)
- Gorczyca biała (Sinapis alba)
- Gorczyca czarna (Brassica nigra)
- Gorczyca polna (Sinapis arvensis)
- Granat właściwy (Punica granatum)
- Grzybienie białe (Nymphaea alba)
- Grzybienie błękitne (Nymphaea nouchali var. caerulea)
- Grzybienie egipskie (Nymphaea lotus)
- Gundelia tournefortii
- Haloxylon salicornicum
- Haloxylon scoparium
- Hyoscyamus muticus
- Hurma hebanowa (Diospyros ebenum)
- Jabłoń dzika (Malus sylvestris)
- Jałowiec fenicki (Juniperus phoenica)
- Jałowiec grecki (Juniperus excelsa)
- Janowiec retam (Reichardia tingitana)
- Jaskier azjatycki (Ranunculus asiaticus)
- Jesion syryjski (Fraxinus syriaca)
- Jeżyna krwista (Rubus sanctus)
- Jęczmień dwurzędowy (Hordeum distichon)
- Jęczmień zwyczajny (Hordeum vulgare)
- Jodła syryjska (Abies cilicica)
- Judaszowiec południowy (Cercis siliquastrum)
- Kadzidla Cartera (Boswellia sacra)
- Kalina wiecznie zielona (Viburnum tinus)
- Kapary cierniste (Capparis spinosa)
- Kąkol polny (Agrostemma githago)
- Kmin rzymski (Cuminum cyminum)
- Kolcowój europejski (Lycium europaeum)
- Kolendra siewna (Coriandrum sativum)
- Kolibło egipskie (Balanites aegyptiaca)
- Koper ogrodowy (Anethum graveolens)
- Kosaciec żółty (Iris pseudacorus)
- Kozieradka pospolita (Trigonella foenum-graecum)
- Krwiściąg ciernisty (Sarcopoterium spinosum)
- Lasecznica trzcinowata Arundo donax)
- Lawsonia bezbronna (Lawsonia intermis)
- Lebiodka syryjska (Origanum syriacum)
- Len zwyczajny (Linum usitatatissimum)
- Lilia biała (Lilium candidum)
- Lulek złoty (Hyoscyamus aureus)
- Łączeń baldaszkowy (Butomus umbellatus)
- Łoboda solniskowa (Atriplex halimus)
- Mak polny (Papaver rhoeas)
- Malwa figolistna (Alcea setosa)
- Mandragora lekarska (Mandragora officinarum)
- Marzana barwierska (Rubia tinctorium)
- Mięta długolistna (Mentha longifolia)
- Migdałowiec pospolity (Prunus dulcis)
- Mikołajek kreteński (Eryngium creticum)
- Mirt zwyczajny (Myrtus communis)
- Mlecz zwyczajny (Sonchus oleraceus)
- Mleczara wyniosła (Calotropis procera)
- Mniszek pospolity (Taraxacum campylodes)
- Morela pospolita (Prunus armeniaca)
- Morwa czarna (Morus nigra)
- Nardostachys jatamansi
- Narcyz wielokwiatowy (Narcissus tazetta)
- Notobasis syryjski (Notobasis syriaca)
- Ochradenus jagodowy (Ochradenus baccatus)
- Oczeret jeziorny (Scirpus lacustris)
- Ogórek melon (Cucumis melo)
- Oleander pospolity (Nerium oleander)
- Oliwka europejska (Olea europaea)
- Orzech włoski (Juglans regia)
- Ostropest plamisty (Silybum marianum)
- Ostryż długi (Curcuma longa)
- Palczatka imbirowa (Cymbopogon martini)
- Palczatka wełnista (Cymbopogon schoenanthus)
- Pałka szerokolistna (Typha latifolia)
- Pankracjum nadmorskie (Pancratium maritimum)
- Parolist krzaczasty (Zygophyllum dumosum)
- Pistacja atlantycka (Pistacia atlantica)
- Pistacja kleista (Pistacia lentiscus)
- Pistacja palestyńska (Pistacia palaestina)
- Pistacja właściwa (Pistacia vera)
- Platan wschodni (Platanus orientalis)
- Pokrzywa kuleczkowata (Urtica pilulifera)
- Pokrzywa zwyczajna (Urtica urens)
- Por (Allium porrum)
- Portulaka pospolita (Portulaca oleracea)
- Proso zwyczajne (Panicum miliaceum)
- Przegorzan kulisty (Echinops sphaerocephalus)
- Psianka szara (Solanum incanum)
- Pszenica płaskurka (Triticum dicoccon)
- Pszenica twarda (Triticum durum)
- Pszenica zwyczajna (Triticum aestivum)
- Pterokarpus sandałowy (Pterocarpus santalinus)
- Rącznik pospolity (Ricinus communis)
- Reichardia tingitana
- Rokietta siewna (Eruca sativa)
- Róża dzika (Rosa canina)
- Róża fenicka (Rosa phoenicia)
- Rumian palestyński (Cota palaestina)
- Ruta chalepensis
- Ruta zwyczajna (Ruta graveolens)
- Saksauł biały (Haloxylon persicum)
- Sałata siewna (Lactuca sativa)
- Scolymus hispanicus
- Scolymus maculatus
- Senna alexandrina
- Sit morski (Juncus maritimus)
- Soczewica jadalna (Lens culinaris)
- Sodówka palestyńska (Suaeda palaestina)
- Solanka bezbronna (Salsola inermis)
- Solanka kolczysta (Salsola kali)
- Soliród krzaczasty (Sarcocornia fruticosa)
- Sorgo dwubarwne (Sorghum bicolor)
- Sosna alepska (Pinus halepensis)
- Sosna kalabryjska (Pinus brutia)
- Sosna pinia (Pinus pinea)
- Styrak lekarski (Styrax officinalis)
- Szafran uprawny (Crocus sativus)
- Szakłak palestyński (Rhamnus palaestina)
- Szałwia judejska (Salvia judaica)
- Szarańczyn strąkowy (Ceratonia siliqua)
- Szczwół plamisty (Conium maculatum)
- Ślaz dziki (Malva sylvestris)
- Ślaz nicejski (Malva nicaensis)
- Śniedek baldaszkowaty (Ornithogalum umbellatum)
- Śniedek narboński (Ornithogalum narbonense)
- Tamarix mannifera
- Tamaryszek bezlistny (Tamarix aphylla)
- Tatarak zwyczajny (Acorus calamus)
- Thymelaea hirsuta
- Topola biała (Populus alba)
- Topola eufracka (Populus euphratica)
- Traganek gumodajny (Astracantha gummifera)
- Trzcina pospolita (Phragmites australis)
- Tulipa agenensis
- Tulipan górski (Tulipa montana)
- Tykwa pospolita (Lagenaria siceraria)
- Typha domingensis
- Ulmus canescens
- Urginia morska (Drimia maritima)
- Wawrzyn szlachetny (Laurus nobilis)
- Wierzba biała (Salix alba)
- Wierzba ostrolistna (Salix acmophylla)
- Winorośl właściwa (Vitis vinifera)
- Zapaliczka galbanowa (Ferula galbaniflua)
- Zawilec wieńcowy (Anemone coronaria)
- Zilla spinosa
- Złocień wieńcowy (Glebionis coronaria)
- Zostera morska (Zostera marina)
- Życica roczna (Lolium temulentum)

Na liście są 203 taksony. Uwzględniono tylko te, które są uznane przez wszystkich wymienionych badaczy roślin biblijnych, lub przynajmniej nie zgłaszają oni do nich zastrzeżeń. Lista opracowana została na podstawie tabeli opublikowanej w języku angielskim. W wierszach tej tabeli jest lista gatunków, w 5 kolumnach wykaz autorów, krzyżykami zaznaczono, którzy autorzy akceptują dany gatunek. Nazwy naukowe na powyższej liście Wikipedii zostały zaktualizowane do nazewnictwa naukowego według The Plant List (TPL). Z tego powodu ich liczba nie zgadza się z liczbą gatunków podanych w opracowaniu polskim przez Z. Włodarczyk, niektóre gatunki wymienione przez Z. Włodarczyk bowiem to według TPL synonimy lub odmiany innego gatunku.